# 里伯郡
里伯郡（丹麥語：Ribe Amt）是丹麥的一個郡，位於日德蘭半島的西部，西臨北海。另有凡島。2007年1月1日被併入南丹麥大區。